# عمران فضي
عمران فضي (ولد في 10 أكتوبر 1998 في الدار البيضاء، المغرب) لاعب كرة قدم مغربي يجيد اللعب في مركز الظهير الأيمن. يلعب حاليا لصالح المحرق البحريني منذ 2023.